# 天主教奧旺多總教區
天主教奧旺多總教區是剛果共和國一個羅馬天主教教省總教區，下轄兩個教區。
魯塞堡宗座代牧區於1950年12月21日成立，1955年9月14日升為教區，2020年5月30日升為總教區。
總教區管轄盆地省和西盆地省，教座位於盆地省首府奧旺多。
總教區於2020年時有33萬8000名教友（佔轄區總人口72.8%）、22個堂區和64名司鐸，面積為75450平方公里。現任總主教為維篤·阿巴格納-莫薩。